# مری والیس
مری والیس (انگلیسی: Mary Wills؛ ۴ ژوئیهٔ ۱۹۱۴ – ۷ فوریهٔ ۱۹۹۷) یک طراح صحنه و لباس اهل ایالات متحده آمریکا بود. 